# Seznam danskih admiralov
Seznam danskih admiralov.

## D
- Hans Birch Dahlerup

## F
- Oranski Friedrich

## G
- Lauritz Galtung
- Jørgen Garde
- Ove Gjedde
- Ulrik Christian Gyldenløve

## J
- Niels Juel

## K
- Henri Konow

## N
- Sören Norby

## S
- Christen Thomesen Sehested
- Kort Sivertsen
- Peter Skram

## T
- Peter Tordenskjold
- Herluf Trolle
- Kristoffer Trondson